# Augustyn Luciani
Augustyn Luciani (it. Agostino Luciani Bessarione de Mirandola, cz. Augustin Lucián Bessarion z Mirandoly) (zm. 1 marca 1493 w Kutnej Horze) – duchowny włoski, biskup santoryński w latach 1477-1493.

## Życiorys
Augustyn Luciani pochodził z włoskiego rodu arystokratycznego Bessarione. Urodził się w Vicenzy.
W 1477 roku został konsekrowany na biskupa ordynariusza Santorynu. Przydzielonej  diecezji nigdy nie objął. Nie udał się w podróż na Cyklady, ale pozostał we Włoszech. Związał swoje życie z dworem hrabiego Galleazzo I z Mirandoli. Przebywał w jego dobrach, gdzie otrzymał uposażenie w postaci beneficjum z miejscowego probostwa. Przyjmował u siebie czeskich studentów odwiedzających północną Italię. Z czasem przyjezdnym, którzy odbywali studia teologiczne, zaczął udzielać święceń kapłańskich. Neoprezbiterzy ci zasilali z kolei szeregi księży husyckich dla Kościoła utrakwistycznego. Gdy papież Sykstus IV, pod karą suspensy, zabronił mu tych praktyk, w 1482 roku biskup Augustyn Luciani uciekł do Czech. Tam znalazł się pod opieką miejscowego rycerstwa.
Pod opieką utrakwistów, mimo zakazu papieskiego, biskup Augustyn Luciani święcił dalej księży husyckich. Podróżował w kilkutysięcznym orszaku po całym Królestwie Czech. Wielokrotnie znajdował się w sporze z konsystorzami Kościoła utrakwistycznego i Kościoła rzymskokatolickiego, które gorszył jego sposób życia. Zarzucano mu symonię i rozpustę. Mimo to nie zerwał współpracy z husytami. W 1491 roku osiadł w Kutnej Horze, gdzie zorganizował własną kurię biskupią.
Po śmierci pochowany został w kościele Marii Panny przed Tynem w Pradze. Praktykę wyświęcania husyckich księży w Czechach kontynuował po nim biskup tytularny Sydonu, Filip de Villanuova.